# Драма (город)
Дра́ма (греч. Δράμα) — город в Греции. Расположен на высоте 115 метров над уровнем моря, в 32 километрах к северо-западу от Кавалы, в 51 километре к востоку от Сере, в 116 километрах к северо-востоку от Салоник и в 354 километрах к северу от Афин. Административный центр одноимённой общины (дима) и одноимённой периферийной единицы в периферии Восточной Македонии и Фракии. Население 44 823 человека по переписи 2011 года.
Национальная дорога 12 связывает Драму с Сере и Кавалой. Национальная дорога 14 связывает Драму с Ксанти. Национальная дорога 57 связывает Драму с Като-Неврокопионом. В городе есть железнодорожная станция «Драма» линии Салоники — Александруполис.
Город с многовековой историей и множеством архитектурных памятников. В городе есть археологический музей, храм Айия-София (Св. Софии) X века и храм Таксиархи начала XIV века.

## История
В римскую эпоху Драма была известна как Дравискос (греч. Δραβήσκος) и являлась важным торговым центром и военным лагерем, стоявшим возле Эгнатиевой дороги. Драма хорошо снабжается водой из горных источников. По одной из версий, название происходит от Идрама (греч. Ύδραμα) «водная». Город стоит там же, где и в древности.
К началу XX века город имел полиэтническое население: в работе 1900 года Васила Кынчева «Македония. Этнография и статистика», указано, что город населяли 6,3 тыс. турок, 1,5 тыс. греков, 350 болгар-христиан, 300 валахов, 240 цыган, 150 евреев, 50 черкесов и 150 других. Перед Балканскими войнами также являлась важным экономическим центром. Драма была занята болгарскими войсками в Первой балканской войне и была включена в состав Греции после Второй балканской войны.
Затем в 1941—1944 гг. была снова оккупирована Болгарией — союзницей Германии.
В июле 1941 года в городе был размещён болгарский пехотный батальон 57-го пехотного полка (в состав которого входили штаб, три пехотных роты, одна пулемётная рота, миномётный взвод и батарея 105-мм орудий).
29 сентября 1941 года, после преждевременного восстания, инициированного греческими коммунистами, болгарскими оккупантами были расстреляны около 2 тысяч жителей Драмы. Одновременно в близлежащем городе Доксато было расстреляно более 1 тысячи жителей.
В начале 1944 года здесь были дополнительно развёрнуты два противотанковых взвода (три 37,2-мм и две 50-мм противотанковых пушки) на случай морского десанта англо-американских войск. 10 октября 1944 года болгарские войска получили приказ покинуть Фракию и начали отход к линии границы 1941 года.
Освобождена Народно-освободительной армией Греции — ЭЛАС.

## Экономика
В недавнем прошлом экономика Драмы держалась на текстильной промышленности. Однако, эти отрасли промышленности были закрыты. Другие источники дохода происходят из сельского хозяйства (в основном плантации табака), небольшая горная промышленность (добыча мрамора) и лесоводства. Недавно предпринимались усилия эксплуатировать богатую местную естественную окружающую среду и развивать экотуризм. На склонах горы Фалакрона есть современный лыжный курорт. Драма также принимает гостей во время ежегодного фестиваля короткометражных фильмов ().

## Сообщество Драма
В сообщество Драма входят пять населённых пунктов. Население — 45 828 человек по переписи 2011 года. Площадь — 59,367 км².
| Населённый пункт | Население (2011), человек |
| ---------------- | ------------------------- |
| Амбелакия        | 322                       |
| Драма            | 44 823                    |
| Неа-Севастия     | 518                       |
| Таксиархе        | 146                       |
| Тимотеос         | 19                        |

## Население
| Год  | Население, человек |
| ---- | ------------------ |
| 1991 | 39 539             |
| 2001 | 43 934             |
| 2011 | ↗ 44 823           |

## Персоналии
- Влахопулу, Ольга (род. 1974) — современная греческая поэтесса.

## Галерея
- Вертикальные солнечные часы 1069 года в археологическом музее Драмы
- Церковь Айос-Николаос (Св. Николая)
- Памятник Драмскому восстанию
- Мемориал жертвам Холокоста